# Zespół mieszkaniowy przy Placu Bernardyńskim w Poznaniu
Zespół mieszkaniowy przy Placu Bernardyńskim – zespół zabudowy miejskiej, stanowiących jeden z pierwszych w Poznaniu przykładów jednolitej zabudowy kilku sąsiednich działek.
Zespół został zaprojektowany przez właściciela terenu - Ludwika Frankiewicza i powstał w latach 1900-1902 jako jedna kamienica z rozległym dziedzińcem rekreacyjnym w środku. Adres kompleksu to Plac Bernardyński 1/2, a skrzydła boczne znajdują się przy ul. Długiej i Podgórnej. Obiekt zawierał duże mieszkania czynszowe (5 i 6 pokoi). Fasadę urozmaicają charakterystyczne rzędy wykuszy i dość oszczędna dekoracja.